# Vale otro
Vale Otro fue otra producción de Tronic y su sexto álbum grabado bajo el sello Pelúa Records, las fechas del lanzamiento oficial serían 22 de septiembre de 2012. Este álbum contiene 15 temas y tiene una duración aproximada de 55 minutos.
El primer adelanto de este álbum fue "Imitables" que la banda puso disponible via correo electrónico.
La segunda canción que se conoció fue "Estamos Locos".
Luego 1 semana de ser lanzado el álbum, los integrantes subieron los temas de Vale Otro a Youtube, agregando los otros 13 temas.

## Lista de canciones
| Vale Otro |                       |          |  |
| N.º       | Título                | Duración |  |
| 1.        | «Kikiki-Up»           | 3:41     |  |
| 2.        | «Psyco Centro»        | 3:37     |  |
| 3.        | «Maldito Yonki»       | 3:13     |  |
| 4.        | «Artista»             | 3:25     |  |
| 5.        | «Sin Fronteras»       | 4:07     |  |
| 6.        | «Estamos Locos»       | 3:29     |  |
| 7.        | «Rockincon»           | 3:06     |  |
| 8.        | «Infierno»            | 3:31     |  |
| 9.        | «500 Monos»           | 2:45     |  |
| 10.       | «Descerebrados»       | 3:28     |  |
| 11.       | «Dibujos Desanimados» | 3:33     |  |
| 12.       | «Master Card»         | 3:31     |  |
| 13.       | «Imitables»           | 4:25     |  |
| 14.       | «Joyas y Cristal»     | 3:11     |  |
| 15.       | «Malandra»            | 3:25     |  |
| 50:27     |                       |          |  |

| Vale Otro (bonus) |                    |          |  |
| N.º               | Título             | Duración |  |
| 16.               | «Calma»            | 3:27     |  |
| 17.               | «Fatalito»         | 3:10     |  |
| 18.               | «Cabrones»         | 3:53     |  |
| 19.               | «Limbo»            | 2:55     |  |
| 20.               | «Pesadilla»        | 3:07     |  |
| 21.               | «Sangre Y Cuerpos» | 3:15     |  |
| 22.               | «Tantas Ganas»     | 3:17     |  |
| 1:12:51           |                    |          |  |

## Créditos
- Rodrigo Vizcarra - Voz y Guitarra
- Gustavo Labrín - Voz y Guitarra
- Raúl Ramos - Bajo
- Ciro Longa- Batería

- Datos: Q6158808